# Erik Leijonhufvud (1863–1950)
Erik Oskar Karlsson Leijonhufvud, född den 28 juni 1863 i Stockholm, död där den 2 juni 1950, var en svensk friherre och jurist,.
Leijonhufvud blev juris kandidat vid Uppsala universitet 1888 och vice häradshövding 1891. Han var häradshövding i Jämtlands norra domsaga 1904–1933, inspektör för Östersunds arbetarinstitut 1907–1911 och 1917–1926, ledamot i styrelsen för Föreningen Jämtslöjd 1908–1923 och i dess arbetsutskott 1908–1912, vice ordförande i styrelsen för tuberkulossjukhuset Solliden 1909–1921 i länets fångvårdsstyrelse 1910–1933, inspektör vid Åsgårds skolkoloni 1915–1917. Leijonhufvud var initiativtagare till stiftandet av Jämtlands och Härjedalens naturskyddsförening och dess ordförande 1916–1923, ställföreträdande delegerad för frivilliga sjukvårdsväsendet inom VI området 1917–1925, ledamot i styrelsen för Jämtlands bibliotek 1917–1921. Han var stadsfullmäktig i Östersund 1917–1919, vice ordförande i direktionen för länslasarettet 1920–1921, ordförande i Jämtlands läns förening mot tuberkulos 1921–1933, vice ordförande i Jämtlands läns fornminnesförening 1921–1923, i föreningen Heimbygda 1923–1933, ledamot i styrelsen för Jämtlands läns museiförening 1923–1933 och ordförande i dess arbetsutskott 1928–1933, ledamot i styrelsen för Jämtlands läns konstförening 1924–1933 och dess vice ordförande 1928–1933. Leijonhufvud tilldelades Hazeliusmedaljen i silver av Nordiska museet. Han blev riddare av Nordstjärneorden 1915 och kommendör av andra klassen av Vasaorden 1931.
Erik Leijonhufvud var son till generalfälttygmästaren Carl Leijonhufvud och Eleonore Leijonhufvud, född Leijonhufvud. Han var i sitt första äktenskap (1890–1895) måg till Otto af Klint och i sitt andra (från 1902) gift med Dina Leijonhufvud, född Malmros.